# Historia del daguerrotipo en América del Sur

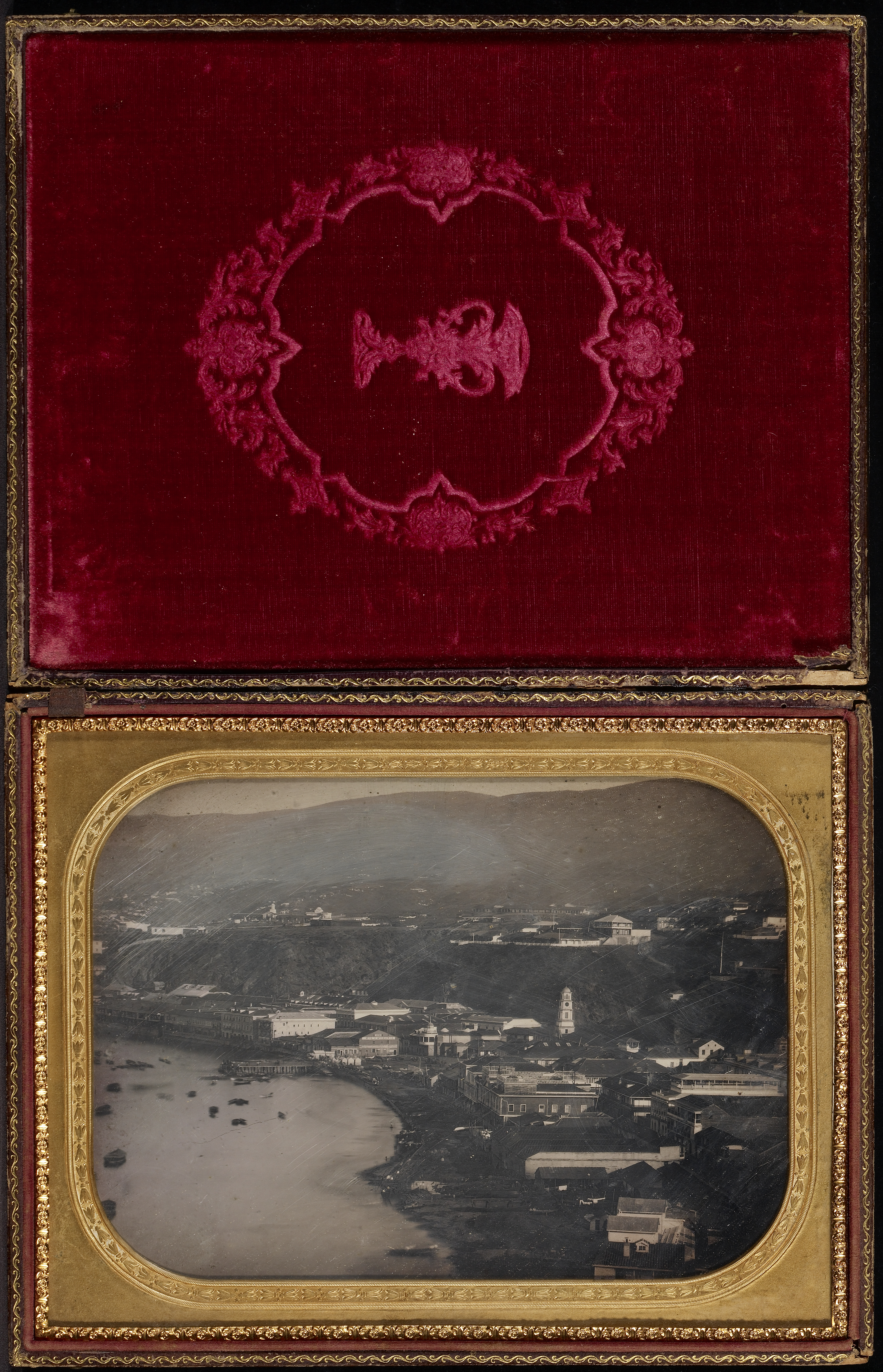
Vista al daguerrotipo de Valparaíso, en 1852. Autor atribuido: Carleton E. Watkins.

La Historia del daguerrotipo en América del Sur comenzó en 1839 con la llegada a Brasil del barco que traía el primer aparato para producirlos que llegaba a este subcontinente. En ciudades de Brasil se obtuvieron diversos daguerrotipos y el mismo barco prosiguió el viaje primero a Montevideo y luego a Chile, lugares donde también se realizaron demostraciones.

## Antecedentes
El físico François Arago anunció la invención del daguerrotipo en la Academia de Ciencias de París el 9 de enero de 1839 y la misma le autorizó el 19 de agosto de ese año a dar a conocer los secretos técnicos de la innovación. Para la obtención de imágenes se necesitaba contar con toda una serie de aparatos (cámara oscura; trípode; caja para el revelado), accesorios, productos químicos, e incluso un manual con las instrucciones. Era imprescindible contar con planchas de cobre plateado (donde se formaban las imágenes), y mercurio, para el revelado. La invención del daguerrotipo tuvo el efecto posterior de democratizar el retrato; las imágenes familiares que anteriormente sólo podían conservar aquellos cuya fortuna les permitía contratar los servicios de un pintor quedaron al alcance de un mayor número de personas. Pero inicialmente el daguerrotipo se utilizó para obtener vistas exteriores.

## El viaje del buque escuelaOriental

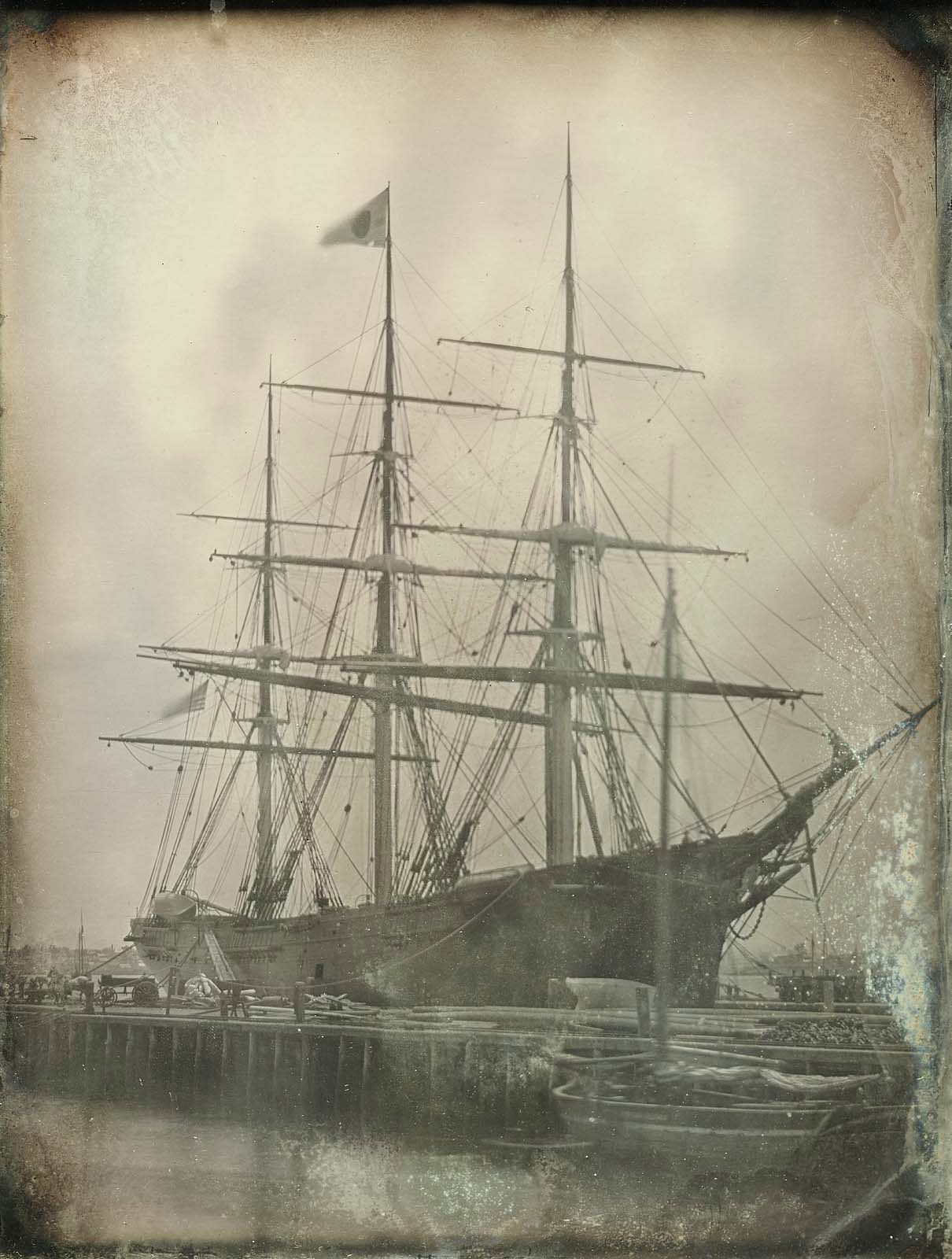
Vista al daguerrotipo de un clíper de tres mástiles, norteamericano. En veleros viajaron los daguerrotipistas europeos que llegaron a América del Sur.

El 1 de octubre de 1839, semanas después de hacerse público el invento, partió de Nantes la corbeta o fragata mercante francesa Oriental-Hydrographe, de tres mástiles, fletada por un grupo de padres franceses y belgas para que sus hijos dieran una vuelta al mundo en plan de estudio. En el buque-escuela viajaba el abate Louis Compte (o Comte), quien llevaba una máquina de daguerrotipo con el propósito de perpetuar las vistas más notables de los lugares que visitarían.
Durante ese mismo mes de octubre de 1839, se obtuvieron vistas al daguerrotipo en Lisboa, Funchal y Santa Cruz de Tenerife, en las primeras escalas del buque, en puertos de Portugal y España. La primera demostración en Lisboa tuvo lugar ante la reina María II, aunque el resultado obtenido fue mediocre. Fue la primera vista al daguerrotipo tomada en Portugal. Desde entonces se aplicaron en perfeccionar la toma de vistas, "daguerreotipando" todos los días, en todos los lugares de escala.
En diciembre de 1839 llegaron a Bahía (Brasil) y en enero de 1840 a Río de Janeiro, realizando varios daguerrotipos en estas ciudades. La noticia de los mismos fue publicada en la edición del 8 de febrero de 1840 en el periódico El Nacional de la ciudad de Montevideo, lugar adonde arribó el buque escuela Oriental a fines de dicho mes. Allí el 29 de febrero en el salón de sesiones del Cabildo hubo una demostración a la que además de los presidentes de las Cámaras de Senadores y de Diputados y de otras personalidades uruguayas estuvieron presentes exiliados argentinos entre los que se encontraban Mariquita Sánchez de Thompson, Florencio Varela y el general Tomás de Iriarte. Tanto en cartas escritas por los dos primeros como en las memorias del último se relatan las impresiones que les dejara la experiencia. 
Mariquita Sánchez en carta su hijo le cuenta sobre "la maravilla, la ejecución del daguerrotipo, una cosa admirable" y luego de describir el procedimiento dice que como resultado "ves la plancha con la imagen como dibujada con toda perfección y exactitud". Por su parte Varela la califica como "asombrosa invención ... que copia la naturaleza con una perfección inconcebible." Además, Varela publicó un artículo al respecto en la edición del 4 de marzo de 1840 del periódico El Correo de Montevideo en tanto en El Talismán se publicó, litografiado, el primer daguerrotipo en el Río de la Plata. Cuando Florencio Varela viajó a Europa en los años 1843 a 1845 conoció a Daguerre y adquirió una de sus máquinas con las cuales realizó en Montevideo daguerrotipos de sus parientes y amigos.
Por problemas en su salud, al seguir viaje el buque Oriental, el abate Compte se quedó en Montevideo hasta 1847. En 1846 tomó un daguerrotipo de Bartolomé Mitre que hoy día se encuentra en el Museo que lleva su nombre. La nave, que no había podido ingresar a Buenos Aires en razón de estar bloqueada por la flota francesa, prosiguió viaje hacia el sur y luego de atravesar el estrecho de Magallanes arribó a Chile. Pero cuando estaba camino a Lima el 13 de junio de 1840 se hundió, pero se salvaron las personas que iban a bordo, una de las cuales tenía otra máquina de daguerrotipo que quedó en Chile.

## El daguerrotipo en Argentina

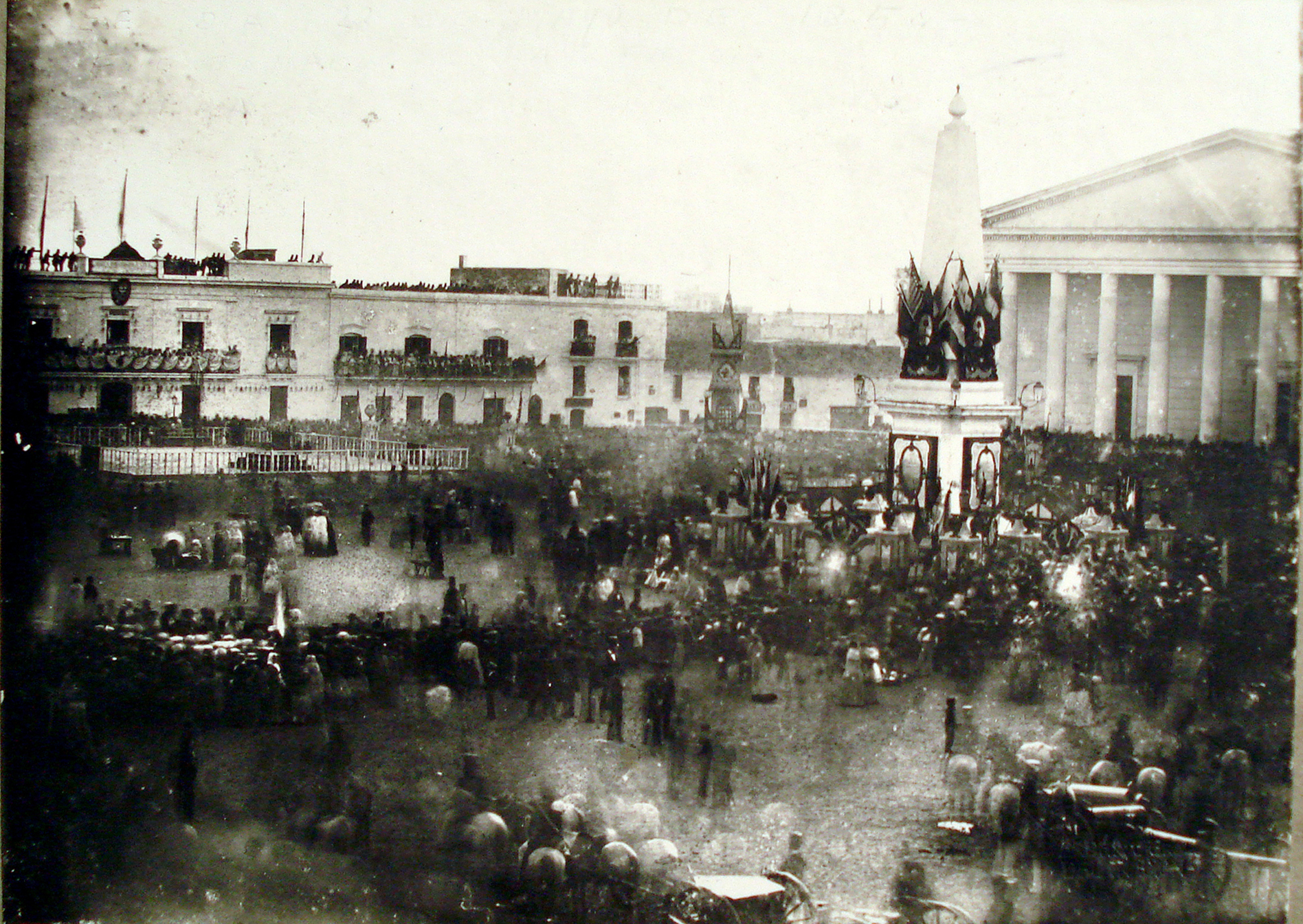
Detalle de un daguerrotipo de la Plaza de la Victoria, con la pirámide de Mayo y la catedral. Buenos Aires, 1854.

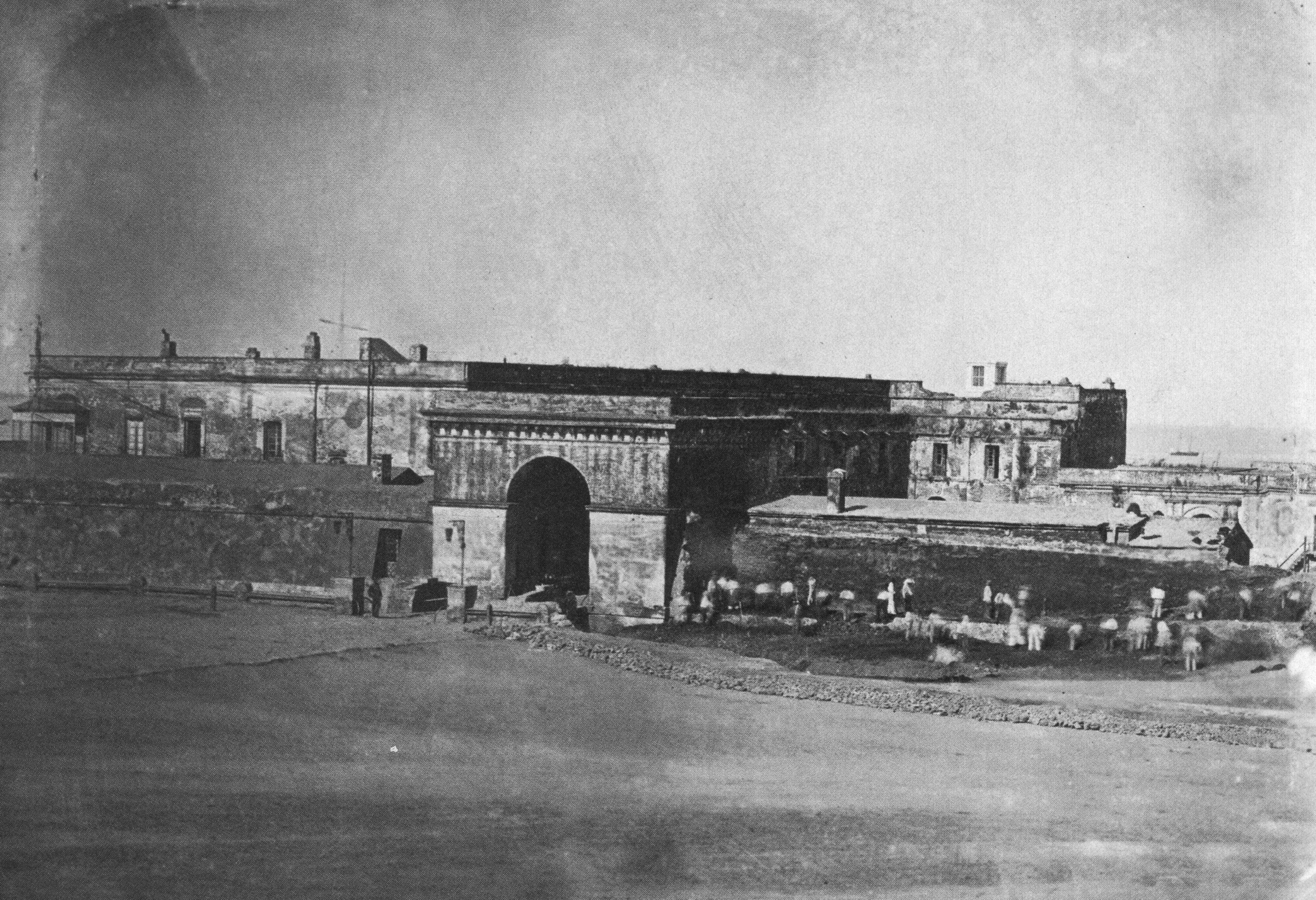
Daguerrotipo del antiguo Fuerte de Buenos Aires, hacia el año 1853, comenzando su demolición.

### Primeros daguerrotipistas
El primer aparato de daguerrotipos en llegar a Buenos Aires fue traído por Gregorio Ibarra, un federal amigo de Rosas que poseía la Librería y Litografía  Argentina. En junio de 1843 aparecen en La Gaceta Mercantil los primeros avisos en los que Ibarra y John Elliot ofrecen, por separado, sus servicios para realizar daguerrotipos.

En el aviso de Ibarra se afirma que el daguerrotipo "en el corto espacio de algunos minutos fija sobre una lámina de plata la imagen de cualquier objeto" y ofrece sus servicios para reproducir "retratos, vistas y planos". Por su parte Elliot inició su labor el 4 de julio de 1843 y en un aviso del 24 de octubre dice que "por corto tiempo continuará sacando retratos. Que se pueden comparar con cualquiera hecho en otros lugares del mundo, que están a la vista en sus salones". Elliot fue el primer profesional que trabajó en Buenos Aires y realizó en ella centenares de daguerrotipos. 
Además de Gregorio Ibarra y John Elliot hubo luego en Buenos Aires otros daguerrotipistas como John A. Bennet, cuyo anuncio en La Gaceta Mercantil es del 21 de junio de 1845, Thomas C. Helsby que comenzó su actividad ese mismo año y Adolfo Alexander que llegó a Valparaíso en 1851 y abrió un estudio en Mendoza en 1855.

### Daguerrotipos bélicos
En una exposición realizada en marzo de 1981 en el Museo Metropolitano de Nueva York se exhibió material perteneciente a la Biblioteca Nacional de París entre el cual se encontraba un daguerrotipo que mostraba a la escuadra francesa en el Río Paraná en 1845, tomada desde la costa y en el fondo se ven unas barrancas que pueden estar próximas a la Vuelta de Obligado donde se libró combate el 20 de noviembre de 1845. En L'Ilustration de París se publicaron varias litografías de la batalla tomadas de daguerrotipos.

## El daguerrotipo en Colombia

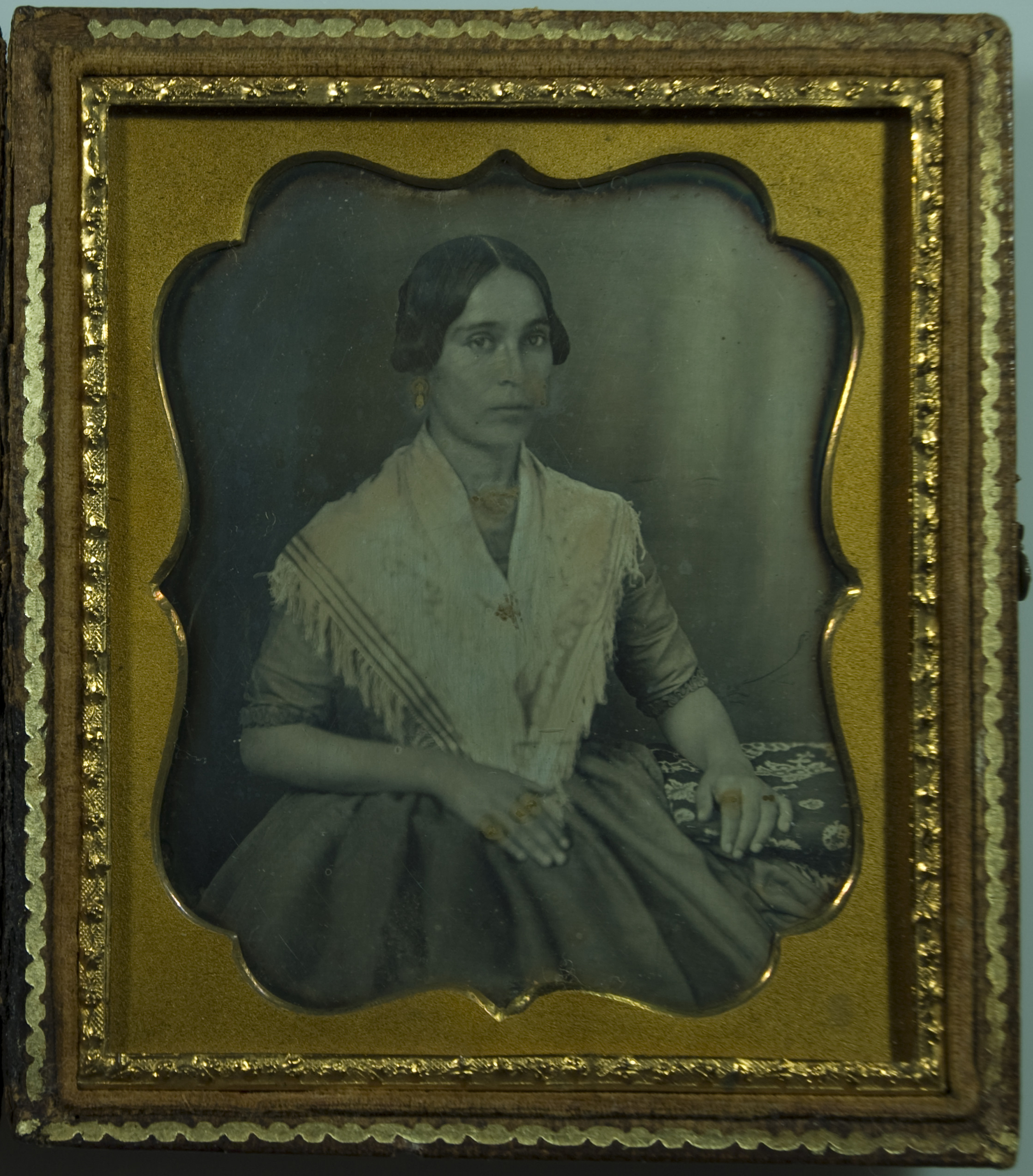
Retrato al daguerrotipo de Lucrecia Guerrero Uribe. Colombia, 1848. Autor: Fermín Isaza.

En la Exposición Industrial de Bogotá de 1841 el pintor Luis García Hevia presentó unos daguerrotipos experimentales que se pueden considerar los primeros realizados por un colombiano, sin embargo la imagen más antigua que se conserva es uno de la calle del Observatorio realizado por el diplomático francés Jean Baptiste Louis Gros en 1842.
Del mismo modo que en otros países de América del Sur existió un grupo de daguerrotipistas extranjeros que trabajaron profesionalmente en Colombia a mitad del siglo XIX, entre ellos se puede señalar al estadounidense John Armstrong Bennet que abrió el primer estudio fotográfico en Bogotá en 1848, al francés F. Goñi, al alemán Emilio Herbrüger y a los ingleses William y John Helsby.
Además del pintor Luis García Hevia, se puede destacar en la región de Antioquia  a Fermín Isaza, probablemente alumno de García Hevia en la Academia de Dibujo y Pintura, que abrió un gabinete en Medellín donde puso en práctica el invento de Daguerre en septiembre de 1848. También podría mencionarse a Rafael Sanín que fue discípulo de Herbrüger y trabajaba en Medellín en 1857.
El daguerrotipo se estuvo practicando durante una década ya que pronto se introdujeron procedimientos fotográficos más baratos como el ferrotipo y el ambrotipo.

## El daguerrotipo en Perú
Una crónica periodística de septiembre de 1839 se refiere al daguerrotipo. En 1842 llegó al puerto de Callao el primer daguerrotipo con el que el italiano Máximo Danti instaló el primer estudio de la ciudad de Lima, según daba a conocer el diario El Comercio, en un artículo publicado el 8 de julio de 1842.
La mayoría de los primeros daguerrotipistas que se establecieron en Perú eran franceses. Entre 1842 y 1846 estuvieron en Perú: Philogone Daviette, A. de Lattre, N. Fournier y Fernando Lebleux. En torno a 1855 llegaron Amic Gazan y Emilio Garreaud, que se trasladó a Chile en 1859. Entre 1846 y 1852 son los fotógrafos estadounidenses los que se establecieron, entre ellos se puede citar a J. Newland, Herman Husband, Arthur Terry, o los hermanos Ward.
El modo de trabajo de los primeros fotógrafos era itinerante. Casi nunca se establecían de forma permanente en una ciudad específica, sino que a medida que iban cumpliendo con lo deseado, se cambiaban de ciudad o país para proseguir con su trabajo.

## El daguerrotipo en América Central: Cuba
Cuba tuvo acceso privilegiado a las nuevas tecnologías y descubrimientos, productos de la modernidad y de la industrialización, por estar situada en un punto geográficamente estratégico para el tránsito marítimo. En 1839, cuando el Estado francés da a conocer el daguerrotipo, Cuba se encontraba bajo el dominio colonial de España, ya que no había sido parte del proceso independentista que se inició hacia 1810 en el continente americano, por lo que su contexto socioeconómico y político fue diferente al resto del continente. Era un momento de cierta prosperidad en la isla, ya que la industria azucarera se desarrolló rápidamente gracias a la introducción de nuevas tecnologías y a la extensión de las tierras cultivadas de caña, colocándose como principal sector económico, junto con otro de los sectores de gran auge a principios del siglo XIX, la industria tabacalera. La prosperidad reinante hizo que se formara una rica burguesía criolla, la cual quería comparar al país con Europa.
En 1839 apareció  en primera plana el invento de Daguerre en el periódico de la Habana, y poco después, la casa comercial “El Buen Gusto de París” vendía daguerrotipos de distintos tamaños, siendo el primer establecimiento en Cuba que ofreciera materiales fotográficos. Y en la popular librería de Ramis, se distribuía el libro "Exposición Histórica de los procedimientos del Daguerrotipo y del Diorama”, de J. M. Daguerre, edición corregida y aumentada en 1839, con siete láminas, en versión del médico español Don Joaquín Hysern y Molleras. 
En los primeros días de abril de 1840 Pedro Téllez Girón, aficionado a las ciencias e hijo del Capitán General de la isla, hizo la primera demostración del daguerrotipo a varios científicos, artistas e intelectuales de la ciudad, retratando la Plaza de Armas de La Habana desde un balcón del palacio de los Capitanes.
La constancia sobre la introducción de una cámara fotográfica (la primera cámara perteneciente a Téllez Girón fue enviada desde París), así como de la obtención del primer daguerrotipo en Cuba, se  documenta en artículos publicados en el diario “Noticioso y Lucero” que cronicaban dichos sucesos.
El 3 de enero de 1841 George Washington Halsey inauguró la primera galería de retratos al daguerrotipo de Cuba, incluso antes que en París. El primer anuncio de Halsey anunciando su estudio fue publicado el 3 de enero de 1841 en el “Diario de La Habana”.
La mayoría de los primeros fotógrafos en Cuba fueron extranjeros. Después de Téllez Girón y Halsey, vinieron R. W. Hoit de Estados Unidos, Antonio Rezzonico, un canadiense de origen italiano (miniaturista y paisajista), los franceses Marc Vallate, Juan Francisco Delmés, José André y Eugenio Lacroix. De Estados Unidos también Osberto B. Loomy, Edward Anthonyen, Charles D. Fredrik.
En 1841, el pintor francés Federico Mialhe utiliza la técnica litográfica y reproduce en su álbum “La isla de Cuba pintoresca”, daguerrotipos de Rezzonico; el pintor había estado presente en la Academia de Ciencias de París, cuando Daguerre presentó su invento en 1839. Instalado en La Habana importó una cámara de daguerrotipo, para captar con la mayor fidelidad posible paisajes para ser copiados en piedra litográfica. Se considera el primer antecedente de la relación entre la fotografía y la imprenta.

### Daguerrotipos: Retratos
El primer estudio fotográfico público y comercial en Cuba comenzó a trabajar el 3 de enero de 1841, en la azotea del Real Colegio de Conocimientos útiles, en La Habana Vieja, en la calle del Obispo N° 46. Galería de Arte encabezada por el daguerrotipista estadounidense George W. Halsey. Este aprendió el oficio con Wolcott en EE. UU., comprándole a su maestro una cámara creada por él, que presentaba novedades ópticas en relación con el daguerrotipo. La cámara tenía una gran boca por donde se proyectaba la imagen en un espejo cóncavo la placa recibía más luz y como se obtenía por reflexión, la imagen quedaba al derecho, disminuyéndose los tiempos de exposición a 3 segundos, pero debido a las sombras desagradables que se producían colocó a sus clientes en la sombra y aumentó los tiempos de exposición a 2 o 3 minutos. Fue el que tuvo mayor éxito comercial en relación con los demás fotógrafos extranjeros que circularon por la isla. Tanto por la ubicación estratégica de su estudio, los bajos tiempos de exposición, como por el hecho de tener el permiso del Capitán General de la Isla.
Vendió su estudio al estadounidense Randall W. Hoit. 
En 1843 Esteban Arteaga el primer daguerrotipista cubano ofrecía en su estudio retratos, imágenes coloreadas, cámaras químicos y enseñanza de “este arte incomparable en 4 días”. Esteban Mestre, de origen catalán, estableció su galería fotográfica en 1851, manteniéndola durante 30 años. Mestre y el cubano Francisco Serrano fueron los fotógrafos más destacados de esa época, al iniciar hacia 1857 experimentos con colodión, ambrotipo e impresiones sobre papel.
En 1874 existían en La Habana 15 estudios fotográficos.